# Плазуље
Плазуље је насељено мјесто у Босни и Херцеговини у Брчко дистрикту. Насеље је основано 09. априла 2014. године на основу Закона о називима насељених мјеста на подручју Брчко Дистрикта Босне и Херцеговине, од дијела насеља Горице.

## Географија
Налази се око 4 километра западно од Брчког, на путу према Бањој Луци. Налазе се непосредно уз ријеку Саву.
У њему се налази доста привредних објеката, као нпр.: IEG (израда електро гријача), ресторан „Бакарни Лонац“, Аутопераоница "GREGUS", Продаја Рабљених аутомобила, Ауто-школа "START-CO", „Уни-Промет“, „Елан Промет“, „Вибробетон“, Кафе клуб „Дајана“, „Тимко“, "Auto In", Аутодијелови „Пеђа“, Ауто-сервис „Пеђа“, Бензинска пумпа „Богићевић“, Paintball Club "Adrenalin" као и Фабрика воде „Плазуље“.

## Становништво
Плазуље имају 578 становника (2009). Од тога је 571 становник српске, 5 становника хрватске и 2 становника бошњачке националности.